# Bucculatrix lutaria
Bucculatrix lutaria is een vlinder uit de familie ooglapmotten (Bucculatricidae). De wetenschappelijke naam is voor het eerst geldig gepubliceerd in 2004 door Mey.
De soort komt voor in tropisch Afrika.